# 柯斯丘什科大桥

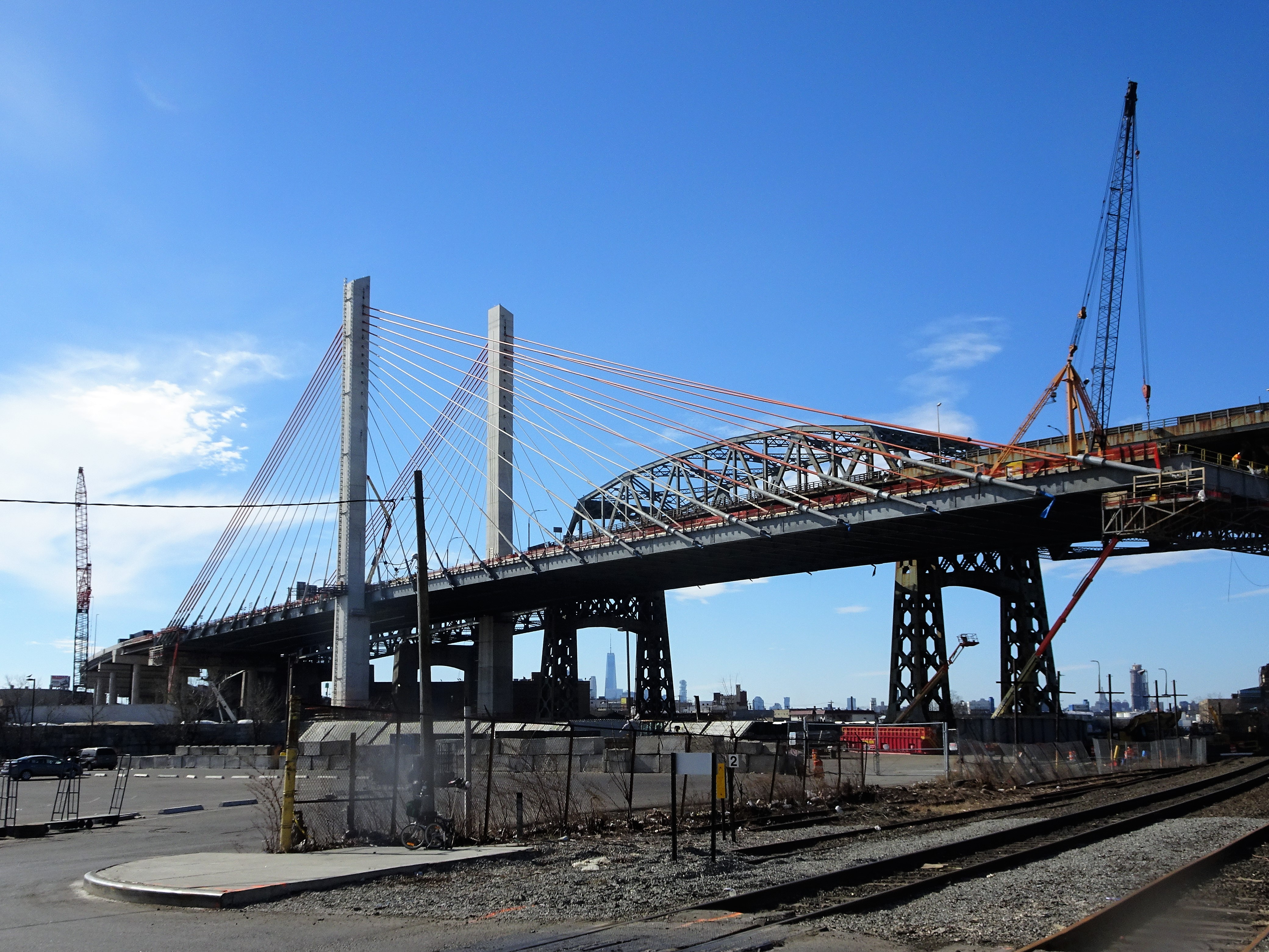
新老两座柯斯丘什科大桥，摄于2017年2月

柯斯丘什科大桥（英語： /ˌkɒziˈɒskoʊ, ˌkɒʒiˈɒʃkoʊ/）是纽约市的前后两座跨越布鲁克林区和皇后区边界的新城溪的桥梁名称，连接了布鲁克林Greenpoint和皇后区Maspeth。老桥为一座桁架桥，建于1939年，2017年夏拆除，新的斜拉橋位于老桥南侧，双向六车道，2017年4月通车。